# 斯里坎特·基达姆比
斯里坎特·基达姆比（英語：Srikanth Kidambi，1993年2月7日—），印度羽毛球男子單打運動員。2018年，他在2018年英聯邦運動會羽毛球比赛拿得團體赛冠軍，助印度队首次夺得冠军的主力成员，世界排名首次登上第一位（2018年4月12日）。2018年3月獲頒莲花士勋章。

## 簡歷

### 2014年世錦賽
2014年8月，斯里坎特·基达姆比參加丹麥哥本哈根舉行的世界羽毛球錦標賽，出戰男子單打項目。他在首圈以2比1力克斯洛文尼亞的伊斯托克·乌特鲁萨晉級，次圈再以2比0擊敗英格蘭的拉吉夫·欧斯夫；但在第三圈面對2號種子、中國的谌龙，就以0比2（11-21、10-21）落敗，16強止步。

### 超級系列賽奪冠
2014年11月，斯里坎特·基达姆比出戰中國羽毛球首要超級賽，並在男單決賽以2比0（21-19、21-17）爆冷擊敗東道主林丹，奪得個人首個超級系列賽冠軍。賽後，他表示：“在中国进入决赛并且能够击败林丹，真的有梦想成真的感觉。这是我第一个超级系列赛的冠军，很完美。离胜利越来越近时，我也得到了教练的鼓励。今天是教练（普萊勒·戈比昌德）的生日，把这个冠军作为礼物送给他。”

### 2015年世錦賽
2015年8月，斯里坎特參加印尼雅加達舉行的世界羽毛球錦標賽，以3號種子身分出戰男子單打項目。在首圈淘汰澳洲選手後，他在第二圈又以2比0擊敗台灣台北的許仁豪晉級；但至第三圈面對13號種子、香港的胡贇，就以1比2（21-14、17-21、21-23）落敗，再次16強止步。

### 2017年 四站冠军

#### 印尼賽夺冠
2017年6月，斯里坎特·基达姆比出戰印尼羽毛球首要超級賽。首圈，激战三局以2比1（21-15、17-21、21-16）力克中国香港的黃永棋。次圈，面对赛会4号种子、丹麦前一哥的简·奥·约根森，在三局较量后，以2比1 （21-15、20-22、21-16）击退了对手。八强中，对阵台灣台北新星的王子維，毫无悬念地以2比0（21-15、21-14）拿下胜利。四强中，面对新科世界第一、赛会2号种子韩国的孫完虎，打出超强实力以2比1（21-15、14-21、24-22）击败了对手。决赛中，迎来了本次比赛中的黑马、日本的坂井一將，绝对优势以2比0（21-11、21-19）夺得冠军。

#### 澳羽賽三冠
2017年6月，斯里坎特·基达姆比出戰澳洲羽毛球超級賽。首圈，激战三局以2比0 （21-13、21-16）横扫台灣的甘超宇。次圈，表现惊人先丢失一盘后，连拿下二局将世界排名第一、赛会头号种子韩国一哥的孫完虎打出局。八强中，上演印度的德比拼，最终直落二局拿下队友。四强中，延续强势大比分取胜打倒中国选手。决赛中，对阵中国的谌龙，牢牢地占据了场上优势，以2比0 （22-20、21-16）横扫对手勇夺第三个冠军。

#### 首次封王
2017年10月，斯里坎特·基达姆比出戰丹麥羽毛球首要超級賽。首圈，以2比0 （21-17、21-15）轻取同胞印度的薩凡卡爾·戴伊。次圈，面对韩国新秀的全奕陳，激战三局以2比1 （21-13、8-21、21-18）打败对手。八强中，面对赛会2号种子、新科世界冠军丹麦的维克托·阿萨尔森，三局大战以2比1 （14-21、22-20、21-7）逆转了对手取胜。四强中，面对中国香港的黃永棋，以2比0 （21-18、21-17）击败对手。决赛中，迎来了韩国名将的李炫一，表现强势以2比0 （21-10、21-5）迅速拿下胜利，同时也是他个人首次在顶级赛中首次称霸封王。

#### 法羽称王
同年10月，斯里坎特·基达姆比出戰法國羽毛球超級賽。首圈，因对手在中途退出，直接进下一圈。次圈，三次再度对上中国香港的黃永棋，直落二局痛击对手出局。八强中，三局打败了中国选手提前与队友在四強中会师保住了一席，后者也曾打败了韩国选手。四强中，迎来了队友的普兰诺伊·哈塞纳·苏尼尔·库马尔，双方打得旗鼓相当，最终以2比1（14-21、21-19、21-18）逆转了比赛拿下胜利。决赛中，对阵从资格赛打起日本的西本拳太，以2比0（21-14、21-13）终止了后者以黑马之行，夺得个人本赛季第4冠。在比赛此前，外界认为一旦他打进决赛，对于他的世界排名极有可能来到第2。

#### 弃赛中羽赛
续上周的比赛后，斯里坎特·基达姆表示说：“他将退出了中国顶级超级赛，因肌肉拉伤放弃了本次比赛。”这也意味着，他在下半年的杰出表现，成为了本年度的大赢家，一举拿下4站冠军收官。

### 2018年 剑指英邦金牌

#### 最佳男女运动员
据报道，第三届印度体育大奖颁奖典礼中，他赢得了印度内地两项大奖得主，分别是2017年度最佳运动员”和“羽毛球2017年度最佳男运动员”。而辛杜也荣获了“羽毛球2017年度最佳女运动员”。而他的教练（戈比昌德）同为荣获了“2017年度最佳导师”。两名印度选手也是作为新一代的好手，在日后必将为印度羽坛力争金牌。

#### 英联邦运动会
斯里坎特·基达姆比出戰英聯邦運動會羽毛球比賽，在團體中，他以男單主力迎战了马来西亚的大马一哥李宗伟，此前交手中对方以4连胜占据了绝对优势兼夺冠热门的队伍。在第一局拿下对手后，他打出了自己的节奏取得这场胜利，亦是首次击败对手。同时也结束了对后者的4连败，助印度队历史上首夺该團體冠军。

## 主要比賽成績
只列出曾進入準決賽的國際賽事成績：
| 年份   | 賽事                     | 公開賽級別 | 項目     | 成績   |
| ------ | ------------------------ | ---------- | -------- | ------ |
| 2011年 | 亞洲青年羽毛球錦標賽     | 其他       | 混合團體 | 季軍   |
| 2012年 | 馬爾代夫羽毛球國際挑戰賽 | 國際挑戰賽 | 男子單打 | 冠軍   |
| 2012年 | 澳門羽毛球黃金大獎賽     | 黃金大獎賽 | 男子單打 | 準決賽 |
| 2012年 | 印度羽毛球國際挑戰賽     | 國際挑戰賽 | 男子單打 | 準決賽 |
| 2013年 | 泰國羽毛球黃金大獎賽     | 黃金大獎賽 | 男子單打 | 冠軍   |
| 2014年 | 印度羽毛球黃金大獎賽     | 黃金大獎賽 | 男子單打 | 亞軍   |
| 2014年 | 新加坡羽毛球超級賽       | 超級賽     | 男子單打 | 準決賽 |
| 2014年 | 中國羽毛球首要超級賽     | 首要超級賽 | 男子單打 | 冠軍   |
| 2014年 | 香港羽毛球超級賽         | 超級賽     | 男子單打 | 準決賽 |
| 2014年 | 世界羽聯超級系列賽總決賽 | 首要超級賽 | 男子單打 | 準決賽 |
| 2015年 | 印度羽毛球黃金大獎賽     | 黃金大獎賽 | 男子單打 | 亞軍   |
| 2015年 | 瑞士羽毛球黃金大獎賽     | 黃金大獎賽 | 男子單打 | 冠軍   |
| 2015年 | 印度羽毛球超級賽         | 超級賽     | 男子單打 | 冠軍   |
| 2015年 | 印尼羽毛球大師賽         | 黃金大獎賽 | 男子單打 | 亞軍   |
| 2016年 | 馬來西亞羽毛球大師賽     | 黃金大獎賽 | 男子單打 | 準決賽 |
| 2016年 | 印度羽毛球黃金大獎賽     | 黃金大獎賽 | 男子單打 | 冠軍   |
| 2016年 | 亞洲羽毛球團體錦標賽     | 其他       | 男子團體 | 季軍   |
| 2016年 | 澳洲羽毛球超級賽         | 超級賽     | 男子單打 | 準決賽 |
| 2017年 | 印度羽毛球黃金大獎賽     | 黃金大獎賽 | 男子單打 | 準決賽 |
| 2017年 | 新加坡羽毛球超級賽       | 超級賽     | 男子單打 | 亞軍   |
| 2017年 | 印尼羽毛球首要超級賽     | 首要超級賽 | 男子單打 | 冠軍   |
| 2017年 | 澳洲羽毛球超級賽         | 超級賽     | 男子單打 | 冠軍   |
| 2017年 | 丹麥羽毛球首要超級賽     | 首要超級賽 | 男子單打 | 冠軍   |
| 2017年 | 法國羽毛球超級賽         | 超級賽     | 男子單打 | 冠軍   |
| 2018年 | 英聯邦運動會羽毛球比賽   | 其他       | 混合團體 | 金牌   |
| 2018年 | 英聯邦運動會羽毛球比賽   | 其他       | 男子單打 | 銀牌   |
| 2018年 | 馬來西亞羽球公開賽       | 超級750賽  | 男子單打 | 準決賽 |
| 2018年 | 丹麥羽毛球公開賽         | 超級750賽  | 男子單打 | 準決賽 |
| 2019年 | 印度羽毛球公開賽         | 超級500賽  | 男子單打 | 亞軍   |
| 2019年 | 香港羽毛球公開賽         | 超級500賽  | 男子單打 | 準決賽 |
| 2019年 | 南亞運動會羽毛球比賽     | 其他       | 男子團體 | 金牌   |
| 2020年 | 亞洲羽毛球團體錦標賽     | 其他       | 男子團體 | 季軍   |
| 2021年 | 瑞士羽毛球公開賽         | 超級300賽  | 男子單打 | 準決賽 |
| 2021年 | 海洛羽毛球公開賽         | 超級500賽  | 男子單打 | 準決賽 |
| 2021年 | 印尼羽毛球大師賽         | 超級750賽  | 男子單打 | 準決賽 |
| 2021年 | 世界羽毛球錦標賽         | 其他       | 男子單打 | 亞軍   |
| 2022年 | 瑞士羽毛球公開賽         | 超級300賽  | 男子單打 | 準決賽 |
| 2022年 | 韓國羽毛球公開賽         | 超級500賽  | 男子單打 | 準決賽 |
| 2022年 | 湯姆斯盃                 | 其他       | 男子團體 | 冠軍   |
| 2022年 | 英聯邦運動會羽毛球比賽   | 其他       | 混合團體 | 銀牌   |
| 2022年 | 英聯邦運動會羽毛球比賽   | 其他       | 男子單打 | 銅牌   |
| 2022年 | 海洛羽球公開賽           | 超級300賽  | 男子單打 | 準決賽 |
| 2023年 | 亞洲運動會羽毛球比賽     | 其他       | 男子團體 | 銀牌   |
| 2024年 | 瑞士羽毛球公開賽         | 超級300賽  | 男子單打 | 準決賽 |
| 2025年 | 馬來西亞羽毛球大師賽     | 超級500賽  | 男子單打 | 亞軍   |
| 2025年 | 加拿大羽毛球公開賽       | 超級300賽  | 男子單打 | 準決賽 |

| 2007-2017年 | 首要超級賽 | 超級賽 | 黃金大獎賽 | 大獎賽 | 國際挑戰賽 | 國際系列賽 | 未來系列賽 | 其他 |

| 2018-2026年 | 總決賽 | 超級1000賽 | 超級750賽 | 超級500賽 | 超級300賽 | 超級100賽 | 國際挑戰賽 | 國際系列賽 | 未來系列賽 | 其他 |

### 世界冠軍頭銜
斯里坎特·基达姆比在羽毛球生涯中共奪得1項羽毛球世界冠軍頭銜。
| 賽事     | 奪冠次數 | 年份               |
| -------- | -------- | ------------------ |
| 湯姆斯盃 | 1        | 2022年（男子團體） |
| 總計     | 1        |                    |

### 奧運會和世錦賽參賽紀錄
|          | 2014 | 2015 | 2016 | 2017 | 2018 | 2019 | 2020 | 2021 | 2022 | 2023 |
| -------- | ---- | ---- | ---- | ---- | ---- | ---- | ---- | ---- | ---- | ---- |
| 男子單打 | 16強 | 16強 | 8強  | 8強  | 16強 | 16強 | －   | 亞軍 | 32強 | 64強 |

## 主要對賽紀錄
斯里坎特·基达姆比與主要對手的對賽成績如下（只列出對賽四次或以上對手，截至2018年7月4日）：
| 對手                          | 對賽次數 | 對賽結果 | 對賽結果 | 總計 |
| 對手                          | 對賽次數 | 勝       | 負       | 總計 |
| ----------------------------- | -------- | -------- | -------- | ---- |
| 田厚威                        | 8        | 2        | 6        | -4   |
| 谌龙                          | 6        | 1        | 5        | -4   |
| 林丹                          | 4        | 1        | 3        | -2   |
| 石宇奇                        | 5        | 4        | 1        | +3   |
| 维克托·阿萨尔森               | 7        | 3        | 4        | -1   |
| 汉斯-克里斯蒂安·维汀哈斯      | 4        | 2        | 2        | 0    |
| 簡·奧·約根森                  | 6        | 4        | 2        | +2   |
| 拉吉夫·歐斯夫                 | 4        | 4        | 0        | +4   |
| 馬克·茨維布勒                 | 4        | 2        | 2        | 0    |
| 胡贇                          | 5        | 3        | 2        | +1   |
| 黃永棋                        | 7        | 5        | 2        | +3   |
| 塞·帕拉内斯·巴米迪帕提        | 7        | 2        | 5        | -3   |
| 普蘭諾伊·哈塞納·蘇尼爾·庫馬爾 | 4        | 3        | 1        | +2   |
| 阿贾伊·贾亚拉姆               | 4        | 4        | 0        | +4   |
| 湯米·蘇吉亞托                 | 5        | 2        | 3        | -1   |
| 喬納坦·克里斯蒂               | 4        | 2        | 2        | 0    |
| 桃田賢斗                      | 10       | 3        | 7        | -4   |
| 上田拓馬                      | 5        | 4        | 1        | +3   |
| 孙完虎                        | 9        | 4        | 5        | -1   |
| 李宗伟                        | 7        | 1        | 6        | -5   |
| 伊斯干達·祖卡奈因·再努丁      | 4        | 2        | 2        | 0    |
| 達農沙·森頌汶素               | 4        | 2        | 2        | 0    |
| 文萨·波萨那                   | 5        | 3        | 2        | +1   |
| 總計                          | 308      | 206      | 102      | +104 |

## 家庭
斯里坎特的兄長南達戈帕爾·基達姆比也是羽毛球運動員。